# HLA-B12

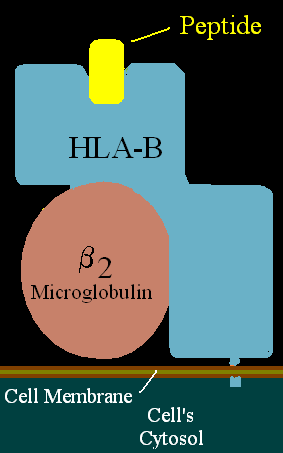

HLA-B12 ‏(B12) هو نمط مصلي من مستضد الكريات البيضاء البشرية معقد التوافق النسيجي الكبير-ب. ب12 هوَ نمط مصلي مستضد عريض، يُحدد الأنماط المصلية المستضدة المنشطرة B44 وB45.